# Лефлеров синдром
Лофлеров синдром је ретко обољење плућа, које се испољава као алергијска реакција плућног ткива. Реакција је изазвана сензибилизацијом на ларве Ascaris lumbrikoides, које су ношене крвотоком из црева и које на тај начин доспевају до плућног ткива оболелог.
Болест је први пут описана 1932. године од стране Вилхелма Лофлера, који је описивао једну врсту упале плућа проузроковану паразитима Ascaris lumbricoides, Strongyloides stercoralis и црвима Ancylostoma duodenale и Necator americanus.

## Клиничка слика
Алергијске реакције су локализоване у доњим и средњим плућним пољима, рецидивирају и трају 3-10 дана. Клинички се испољавају повишеном температуром, грозницом, кашљем и искашљавањем малих количина слузавог и сукрвичастог испљувка. Код знатног броја пацијената болест пролази без симптома и случајно се открива на рендгенском снимку.

## Дијагноза
У крви и спутуму (испљувку) се установљава повишен број еозинофила (врста белих крвних ћелија) што указује на алергију, а у столици су присутна јаја паразита. Тешкоће у постављању дијагнозе код неких болесника су у вези са појавом плућних симптома када се у столици не могу наћи јаја овог узрочника.

## Лечење
Лечење се састоји од примене антихелминтика и антиалергијских лекова. Прогноза је добра, јер болест често ишчезава спонтано.